# Francesco Morlacchi
Francesco Giuseppe Baldassare Morlacchi (ur. 14 czerwca 1784 w Perugii, zm. 28 października 1841 w Innsbrucku) – włoski kompozytor.

## Życiorys
Podstawy edukacji muzycznej odebrał u swojego wuja, który był organistą. W latach 1803–1804 studiował w Loreto u Nicoli Antonia Zingarellego, następnie był uczniem Stanislao Matteiego w Liceo musicale w Bolonii. W 1805 roku napisał kantatę Il tempio della gloria na uroczystość koronacji Napoleona Bonapartego na króla Italii. W 1807 roku wystawił we Florencji farsę muzyczną Il poeta in campagna. W ciągu kilku lat odniósł sukces jako twórca operowy, pisząc m.in. dla teatrów rzymskich i dla mediolańskiej La Scali. W 1810 roku dzięki rekomendacji śpiewaczki Marietty Marcolini otrzymał posadę asystenta kapelmistrza opery włoskiej w Dreźnie, a w 1811 roku został jej dożywotnim kapelmistrzem. W 1827 roku napisał requiem na uroczystości pogrzebowe króla saksońskiego Fryderyka Augusta I. W okresie swojej działalności w Dreźnie dbał o włoski repertuar operowy, wystawiał dzieła swoje i m.in. Gioacchina Rossiniego, a także utwory oratoryjne Bacha i Händla. Rywalizował z Carlem Marią von Weberem i stronnikami opery niemieckiej. W 1839 roku zapadł na gruźlicę, zmarł podczas podróży powrotnej do ojczyzny.
Działalność Morlacchiego przypada na okres między schyłkiem szkoły neapolitańskiej a działalnością młodszej generacji włoskich twórców operowych, do której należeli Rossini, Mercadante i Donizetti. Był autorem licznych oper, m.in. La Principessa per ripiego (wyst. Rzym 1809), Le Danaidi (wyst. Rzym 1810), Il nuovo barbiere di Siviglia (wyst. Drezno 1816), La simplicetta di Pirna (wyst. Drezno 1817), La gioventu di Enrico (wyst. Drezno 1823), Il Colombo (wyst. Genua 1828) i Il Rinnegato (wyst. Drezno 1832). Pisał też oratoria i utwory religijne. Z czasem jego twórczość popadła w zapomnienie.
Za swoje zasługi został odznaczony Orderem Złotej Ostrogi, otrzymał też tytuł hrabiego od papieża Piusa VII.